# (5511) Клоант
(5511) Клоант (лат. Cloanthus) — типичный троянский астероид Юпитера, движущийся в точке Лагранжа L5, в 60° позади планеты. Астероид был открыт 8 октября 1988 года американскими астрономами Кэролин и Юджином Шумейкер в Паломарской обсерватории и назван в честь Клоанта - героя "Энеиды", спутника Энея, ветерана Троянской войны.

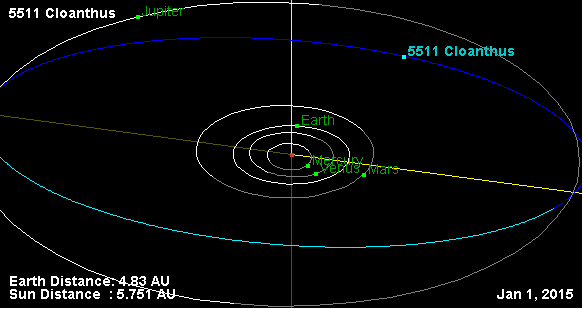
Орбита астероида Клоант и его положение в Солнечной системе